# Emsworth (Pennsylvanie)
Emsworth est un borough situé dans le comté d'Allegheny, en Pennsylvanie, aux États-Unis,. En 2010, il comptait une population de 3 118 habitants. Il est incorporé en 1897. Avant 1872, le borough s'appelait Courtneyville.

## Démographie
Lors du recensement de 2010, le borough comptait une population de 2 449 habitants. Elle est estimée, en 2019, à 2 389 habitants.

### Source de la traduction
- (en) Cet article est partiellement ou en totalité issu de l’article de Wikipédia en anglais intitulé « Emsworth, Pennsylvania » (voir la liste des auteurs).